# Vladimir Popović
Vladimir Popović (in serbo Владимир Поповић?; Zemun, 17 marzo 1935 – Belgrado, 10 agosto 2020) è stato un allenatore di calcio e calciatore jugoslavo, di ruolo centrocampista.

## Caratteristiche tecniche
Giocava da centrocampista, solitamente come mezzala sinistra.

## Carriera

### Club
Debuttò nel 1953 con la Stella Rossa, club in cui militò per i successivi undici anni, conquistando cinque titoli e tre coppe nazionali. In tutto ha totalizzato, dal marzo 1950 al giugno 1965, 499 presenze con la maglia della squadra della capitale, segnando 38 gol. Una volta lasciata la patria, giocò in Germania con due squadre della città di Stoccarda, il Stoccarda e lo Stuttgarter Kickers. Nel 1968 si trasferì in Sudamerica, dove chiuse la carriera da calciatore in Venezuela con il Deportivo Canarias.

### Nazionale
Prese parte come riserva al campionato del mondo 1958, senza giocare una sola partita, mentre nell'edizione di Cile 1962 giocò tutte le sei partite disputate dalla sua Nazionale. In tutto conta 20 presenze in Nazionale maggiore e varie esperienze con la selezione B e quella giovanile, nonché la partecipazione al torneo olimpico di Melbourne 1956 dove vince la medaglia d'argento.

### Allenatore
La carriera in panchina ebbe inizio nello stesso Venezuela, ove aveva terminato la carriera agonistica, con il Portuguesa: si trasferì poi in Colombia, dove ebbe successo vincendo al suo primo anno il campionato nazionale con l'Independiente Santa Fe. Continuò poi a lavorare tra i due paesi sudamericani prima di tornare in patria, prima al Napredak Krusevac e poi con il Trepca. Nel 1984 tornò in Colombia, mentre nel 1991 vinse con la Stella Rossa la Coppa Intercontinentale. Dal 1992 al 1993 ha inoltre ricoperto il ruolo di commissario tecnico del Perù.

## Palmarès

### Giocatore

#### Club
- Campionato jugoslavo: 5

Stella Rossa: 1955-1956, 1956-1957, 1958-1959, 1959-1960, 1963-1964
- Coppa di Jugoslavia: 3

Stella Rossa: 1957-1958, 1958-1959, 1963-1964

#### Nazionale
- Argento olimpico: 1

Melbourne 1956

### Allenatore

#### Competizioni nazionali
- Campionato colombiano: 2

Santa Fe: 1971
Deportivo Cali: 1974
- Campionato venezuelano: 2

Portuguesa: 1975, 1977

#### Competizioni internazionali
- Coppa Intercontinentale: 1

Stella Rossa: 1991